# Rund knottertryffel
Rund knottertryffel (Genea sphaerica) är en svampart som beskrevs av Tul. & C. Tul. 1851. Rund knottertryffel ingår i släktet Genea och familjen Pyronemataceae.  Arten är reproducerande i Sverige. Inga underarter finns listade i Catalogue of Life.